# Janowo (powiat rawicki)
Janowo – wieś w Polsce położona w województwie wielkopolskim, w powiecie rawickim, w gminie Jutrosin.
W okresie Wielkiego Księstwa Poznańskiego (1815-1848) miejscowość wzmiankowana wówczas jako folwark Janowo należała do wsi mniejszych w ówczesnym pruskim powiecie Kröben (krobskim) w rejencji poznańskiej. Janowo należało do okręgu jutroszyńskiego tego powiatu i stanowiło część majątku Szkaradowo, którego właścicielem był wówczas (1846) Garczyński. Według spisu urzędowego z 1837 roku folwark liczył 53 mieszkańców, którzy zamieszkiwali 7 dymów (domostw).
W latach 1975–1998 miejscowość należała administracyjnie do województwa leszczyńskiego.